# WASP-7
{| class="infobox" style="font-size:90%; text-align:left; width:23.5em"
|+ WASP-7
|-
| style="background:#efefef;" align="center" colspan=2| 
|-
|- style="vertical-align: top;"
|Constelación
| Microscopium

|- style="vertical-align: top;"
| style="padding-right:1em;" | Ascensión recta α 
| 20 h 44 m 10.2190 s
|- style="vertical-align: top;"
|Declinación δ 
| -39°13′30.894″
|- style="vertical-align: top;"
|Distancia
| 456 ±49 años-luz
|- style="vertical-align: top;"
|Magnitud visual
| +9,51
|- style="vertical-align: top;"
|Temperatura
| 6400 ±100 K
|- style="vertical-align: top;"
|Masa
| 1.28 −0.19+0.09 M
|- style="vertical-align: top;"
|Radio
| 1.236 −0.046+0.059 R
|- style="vertical-align: top;"
|Tipo espectral
| F5V
|- style="vertical-align: top;"
|Otros nombres
| HD 197286, CPD-39 8759, PPM 300547, CD-39 13941, GSC 07963-01570, TYC 7963-1570-1, CPC 18 10732, 2MASS J20441022-3913309
|}

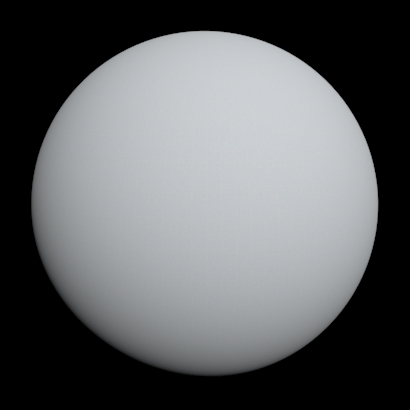
Esfera del exoplaneta lejano.

WASP-7, también identificada como HD 197286, es una estrella tipo F situada a unos 456 años luz de distancia, en la constelación de Microscopium. Esta estrella es un poco más grande y un 28% más masiva que el Sol y es también más brillante y caliente. Con magnitud 9 la estrella no puede verse a simple vista pero es visible a través de un pequeño telescopio.

## Sistema planetario
Hasta la fecha solo se ha descubierto un único planeta orbitando alrededor de WASP-7, denominado WASP-7b. Parecer ser un planeta del tipo "Júpiter caliente" que orbita muy cerca de una estrella caliente y por ello lo suficientemente caliente como para brillar.
| Nombre  | Nombre  | Semieje mayor | Masa               | Radio | Periodo orbital | Descubrimiento |
| ------- | ------- | ------------- | ------------------ | ----- | --------------- | -------------- |
| WASP-7b | WASP-7b | 0.0618 UA     | 0.96 −0.18+0.12 MJ | -     | 4.954658 días   | 2008           |